# Smålands runinskrifter 11
Runinskrift Sm 11 är texten på en runsten som står i Kårestad norr om Furuby i Furuby socken och Växjö kommun i Småland.

## Inskriften
ᚴᛚᛅᚴᛅ᛭ᛋᚢᚾᛁᛣ᛭ᛚᛂᛏᚢ᛭ᚼᛅᚴᚢᛅ᛭ᛋᛏᛂᛁᚾ᛭ᛂᚠᛏᛁᛣ᛬ᚠᛅᚦᚢᚱ᛬ᛋᛁᚾ᛬ᛅᚢᚴ᛬ᛂᚠᛏᛁᛣ᛬ᚴᛅᛚᛅ᛬ᛅᚢᚴ᛬ᚢᛁᚴᛁᚴ᛬ᛒᚱᚤᚦᚱ᛬ᛋᛁᚾᛅ
Translitterering av runraden:
· klaka × suniʀ × letu × hakua · stein · eftiʀ : -aþur · sin : auk : eftiʀ : kala : auk : uikik : bryþr : sina
Normalisering till runsvenska:
Klakka syniʀ letu haggva stæin æftiʀ [f]aður sinn ok æftiʀ Kala/Kalla/Galla ok Viking, brøðr sina.
Översättning till nusvenska:
Klackes söner lät hugga stenen efter sin fader och efter Kale (Kalle, Galle) och Viking, sina bröder.
Kale är troligen samma man som nämns på Sm 16. Namnen Viking på Sm 11 och Viking på Sm 10 syftar däremot på två olika personer.